# Svínoy bygd
Svínoy (dansk: Svinø) er en færøsk bygd på øedn Svínoy i Norderøernes region. Svínoy, der tidligere var egen kommune, blev i 2009 lagt sammen med Klaksvíkar kommuna Bygden havde 1. januar 2025 31 indbyggere.
Svínoy bygd er den eneste bygd på øen. Sammen med naboøen Fugloy udgør Svínoy Færøernes nordøstligste del. Bygden Svínoy ligger i bunden af bugten Svínoyarvík på østsiden af øen. Øens højeste punkt er det 586 meter høje Havnatindur.
Indbyggerne lever mest af fiskeri og landbrug, nogle få har arbejde uden for øen. I slutningen 1990erne blev der anlagt en bådehavn og bygget en meget stor moderne kostald på øen, som i dag er den eneste stadig i brug. Øen er truet af affolkning.
Hovedaktiviteten er i landbruget, men i dag er der kun kvægavl på øen. Mælkekvoten blev solgt for nogle år siden. Derudover omfatter de generelle deltidsstillinger: ved kysttransporten, postvæsenet og helikoptertjenesten. I dag er der ingen børn på øen og derfor ingen skole.
Der arbejdes på at øge turismen. Der er lagt op til øget produktion inden for dambrug, men der kan også være andre nicheerhverv, selvom alt dette er betinget af, at det bliver lettere at transportere varer til og fra stedet. Der er planer om at bygge et plejehjem på øen.

## Trafik
Rederiet Strandfaraskip Landsins driver en regelmæssig færgerute med personfærgen M/S Ritan fra Hvannasund på Viðoy til Svínoy und Fugloy. Færgelejet befinder sig cirka en kilometer vest for bygden.
Man kan også komme til Svínoy med helikopter. Der har været helikopter forbindelse fra Tórshavn og Klaksvík siden 1980erne. Den besøger øen 3 gange om ugen, og bruges også ved akut lægebehov.

## Historie
Navnet Svinoy kommer fra et sagn om nogle grise som svømmede fra en anden ø til Svínoy.
Storbonden Svínoyar-Bjarni, nævnes 975 i færingesagaen. En gravsten i kirken, som blev indviet 1878, formodes at være Bjarnis mindesten..
Øens eneste bygd, Svínoy, er nævnt allerede i Færingesagaen fra 1220.
I 1583 blev bonden Jacob Eudensen fra Svínoy den sidste færing som blev henrettet for kætteri, fordi han ikke ville opgive sin katolske tro til fordel for den lutherske.
Beboerne på Svinoy klager i 1690 til lagtinget over at de ikke bliver varskoet af Hvannasund, når der er grindefangst og får medhold.
På Svinoy skyller en kæmpebølge i 1741 4 mænd, som står og fisker sej, i havet, kun den ene overlever.
Den 27 november 1786 strandede den skotske slup "Rachel" fra Stromness på Orkneyøerne på Svínoy. der var 22 personer ombord, 3 overlevede og 17 lig blev fundet, disse er begravet i "Skotagrøvunum" vest for bygden. I 2011 blev der indviet et monument på stedet.
Ved indføringen af det kommunale selvstyre i 1872 blev Svínoy en del af Norðoya prestagjalds kommuna. I 1908 blev hovedsognet Viðareiði med annekssognene Fugloy og Svínoy udskildt som en egen kommune.
⁰
I 1890 havde øen 124 indbyggere.
Den 20 november 1912 påsejles en båd fra Svinoy af en engelsk trawler og fem af de syv ombordværene omkommer.
I 1913 blev kommunen delt mellem Viðareiði og Fugloy og Svínoy. I 1932 blev kommunen igen delt, sådan at øerne blev hver sin kommune. Svínoy blev indlemmet i Klaksvíkar kommuna i 2009. Kirkelig er Svínoy fortsat et annekssogn til Viðareiði. Den 13. december 1913 forsvinder båden Havgásin af Svinoy, i storm på fiskeri med 6 mand.
Engelske soldater bygger i 1940 et udkigstårn på Høvdin, som kan ses fra Svínoy bygd. Udkigstårnet er i dag en ruin.
Søminer beskadigede i 1941 45 huse efter to eksplosioner inden for en måned
Den 1. januar 2008 blev Svinoy en del af Klaksvíkar kommuna.
Postbåden Másin blev i 2009, efter mere end 50 års tro tjeneste, erstattet af last og personfærrge M/S Ritan .

## Kirken
Svínoy er et gammelt kirkested. Kirken ligger på et højdedrag over bygden. Folkekirkens nuværende sognekirke blev rejst mellem 1877 og 1879. Kirkegården har en rund indhegning i sten, 20 m i diameter.
Svínoyar kirkja er opført i sten, mens korenden er tresidet. Kirken har 5 vinduer samt indgangsdøren på sydsiden, og seks vinduer på nordsiden. Kirken har tøndehvælv.
Altertavlen forestiller Jesus hos Martha og Maria, et kopi efter et billede af Carl Bloch, som hænger i
Frederiksborg Slotskirke. Altersølvet stammer fra kirkens opførsel. Døbefonten er af sten og hugget af en lokal. I forkirken står en gammel gravsten, fundet under kirken. Under loftet hænger kirkeskibet, en model af en slup.

## Turisme
Svínoy er delt i to dele af landtangen Svínoyareiði i den høje sydlige del, og i den mindre og lavere nordlige del. Til vestkysten fører der en vandresti, men den er vanskelig og under tiden farlig. En anden sti fører til østkysten, og den første del er en rigtig vej, som ender ved et areal, hvor man før i tiden skar tørv. Vandreturen er let og populær, fordi man fra denne kyst kan nyde udsigten til Fugloy. I nærheden af Svínoyarvík ligger der en interessant gjógv (kløft).
På Svínoy findes en naturcampingplads og der er mulighed for at leje feriehuse ved at henvende sig på turistkontoret i Klaksvík.
Om sommeren kan man f.eks sejle tirsdag morgen med personfærgenn fra Hvannasund til Svinoy, næste dag tage helikopteren til Fugloy og derfra om eftermiddagen sejle med postbåden tilbage til Hvannasund.

## Kendte personer fra Svínoy bygd
- Símun Júst Jacobsen, politiker (SB)
- Heini Justinussen, politiker (FF)
- Svínoyar-Bjarni, vikingehøvding